# КГ Юнайтед
«КГ Юнайтед» — киргизський футбольний клуб, який представляє Бішкек.

## Хронологія назв
- 2013: ФК-96 (Бішкек)
- 2014: ФК Манас (Бішкек)
- 2015: КГ Юнайтед (Бішкек)

## Історія
Він був заснований в 2012 році в столиці країни місті Бішкек під назвою ФЦ-96 (Бішкек). До первинного складу потрапили хлопці 1996 року народження. Клуб був створений Федерації футболу Киргизстану і Збірною Киргизстану U-17, який було створено для підготовку молодих гравців для участі у відбіркових та фінальних частинах молодіжних та дорослих континентальних першостей з футболу. Перший свій сезон команда виступала в першій лізі, і за результатами сезону 2012 завершила її на останньому місці. Через рік клуб подав заявку на участь в Шоро-Топ лізі. Перед її початком Федерація футболу Киргизької Республіки ухвалила рішення перейменувати «ФЦ-96» в «Манас» і перебазувати клуб в Талас. Це було зроблено з метою підтримки регіонів в футбольному плані. Перший сезон у вищій лізі склався для «Манаса» невдало. Команда зайняла останнє місце в чемпіонаті і в групі за збереження місця в лізі. Зігравши 20 матчів, таласці забили 7 голів і пропустили 107. Тим самим різниця забитих та пропущених м'ячів склала -100. Така різниця м'ячів стала абсолютним рекордом в історії чемпіонатів Киргизстану. До 2013 року такий «рекорд» належав команді «Динамо-КПК» з Джалал-Абаду, різниця м'ячів якої в 2001 році склала -87. Єдині очки в сезоні «Манас» набрав 4 червня, обігравши Ісик-Кол з Каракола з рахунком 2:1. Також в сезоні 2013 року Манас був заявлений для участі в кубку Киргизстану на стадії 1/8 фіналу. Однак, з невідомих причин йому було присуджено технічну поразку, а в 1/4 фіналу пройшла «Алга-2».
У 2015 році клуб знову змінили свою назву, цього разу на КГ Юнайтед. На даний час клуб не виграв жодного трофею.

## Досягнення
- Топ-Ліга
  - 6-те місце (1): 2015

## Статистика виступів у національних турнірах
| Сезон | Ліга | Ліга | Ліга | Ліга | Ліга | Ліга | Ліга | Ліга | Ліга | Кубок Киргизстану | Бомбардир                | Бомбардир |
| Сезон | Див. | Міс. | Іг.  | В    | Н    | П    | ЗМ   | ПМ   | О    | Кубок Киргизстану | Ім'я                     | В лізі    |
| ----- | ---- | ---- | ---- | ---- | ---- | ---- | ---- | ---- | ---- | ----------------- | ------------------------ | --------- |
| 2013  | 1-ий | 8    | 20   | 1    | 0    | 19   | 7    | 107  | 3    |                   |                          |           |
| 2014  | 1-ий | 8    | 20   | 0    | 3    | 17   | 10   | 71   | 3    |                   |                          |           |
| 2015  | 1-ий | 6    | 20   | 1    | 1    | 18   | 15   | 82   | 4    |                   | Джанибек-Уулу / Раджапов | 3         |